# Nadia Cassini
Nadia Cassini (eredetileg Gianna Lou Müller (Mueller)) (Woodstock, New York, 1949. január 2. – Reggio Calabria, 2025. március 18.) olasz–német szülőktől az Egyesült Államokban született színésznő, fotómodell, revütáncosnő, show-girl. Az 1970-es, 1980-as években Olaszországban készült filmvígjátékok és erotikus filmsorozatok gyakori szereplőjeként ismert, ebben az időszakban ő volt a legismertebb olasz erotikus színésznő és szexbálvány.

## Életpályája

### Származása, pályakezdése
Nadia Lou Müller német apától és olasz-amerikai anyától született (anyai nagyapja, Gianni Noto szicíliai volt). Szülei revüszínházakban (vaudeville) léptek fel, leányuk egy turné idején született meg, a New York állambeli Woodstockban. Már egészen fiatalon elhagyta szüleit, és önállósította magát. Változatos munkákat vállalt, fellépett éjszakai klubokban táncosnőként, táncolt balettkarban, dolgozott fotómodellként és manökenként. Egy ideig Georges Simenon belga regényíró szeretője volt.
1968-ban feleségül ment az olasz grófi családból származó Igor Cassinihez, aki Cholly Knickerbocker álnéven amerikai újságíróként dolgozott az Egyesült Államokban, valójában Oleg Cassini fodrász („sztájliszt”) fivére volt. Házasságuk 1971-ig tartott.

### Színésznői pályája

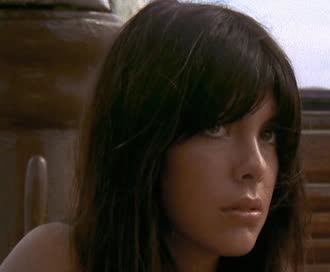
Az Il dio serpente című filmben (1970)

Követte férjét Rómába, aki fivérének segített divatházának megnyitásában és fenntartásában. A Cassinik társasági elismertsége révén Nadia 1970-től kezdve néhány kisebb filmszerephez jutott, pl. Romolo Guerrieri rendező Il divorzio c. filmjében. A nyúlánk (172 cm magas), fekete hajú, rendkívül nőies külsejű Nadia filmszerepeiben amerikai születésének látható nyomait teljesen eltüntette, viselkedésében, gesztusaiban, mozdulataiban tökéletes, temperamentumos olasz leányzóként nyilvánult meg.
Elegánsan érzéki megjelenése, vonzereje magára vonta Piero Vivarelli rendező figyelmét is. aki főszerepet adott neki az Il dio serpente (Kígyóisten) c. erotikus–egzotikus játékfilmben. Nadia kész volt számos jelenetet teljesen meztelenül eljátszani, az erotikus és pornófilmek aranykorának kezdetén ez azonnali hírnevet szerzett számára. Hatalmas sikert aratott, a maga műfajában kultuszfilmmé vált, nem utolsósorban a szépséges Nadiát érzéki módon megmutató Benito Frattari operatőri munkájának, és a film zenéjének, a Djamballà-nak, Augusto Martelli szerzeményének, amely önálló zeneszámként is nemzetközi sikert hozott.
1972-ben Michael Caine és Mickey Rooney mellett szerepelt Mike Hodges rendező Máltát látni és meghalni c. akciófilmjében, Liz Adams szerepében (eredeti címe: Pulp).
1971-ben Nadia elhagyta férjét, Igor Cassinit (férjének Olaszországban igen jól csengő családnevét azonban megtartotta). Az Egyesült Államokban lefolytatott válóper után Nadia Görögországba, majd Londonba költözött új élettársával, a görög születésű Yorgo Voyagis íróval. Egy leánygyermekük született, Cassandra. Nadia később feleségül ment gyermekének apjához, de olasz állampolgárságát megtartotta. 1975-ben Olaszországba költözött, ahol egész filmszínésznői pályája zajlott. Nel 1988-ban a milánói bíróságon elvált második férjétől, Voyagistól. A szülők megegyezése alapján leányuk, Cassandra az apjánál maradt.
1979-ben Nadia eljátszotta a főszerepet L’insegnante balla… con tutta la classe c. videofilm-sorozatban. Ruhátlanul is fesztelen természetességgel mozgott a kamera előtt. Könnyed erotikus filmvígjátékok hosszú sorában szerepelt, szép testének előnyeit maximálisan kamatoztatta. Őt is óhatatlanul beskatulyázták a „jó bőr” kategóriába. A műfaj rajongói elsősorban Nadia hátgerincének alsó ívét (la fondoschiena) találták ellenállhatatlannak, filmjeinek reklámjában úgy reklámozták, hogy a világ össze nője közül neki van a legszebb („il più bello in tutto il panorama femminile mondiale”).

Grazia Mancini szerepében a „L’infermiera nella corsia dei militari”-ban (1979).

Nagy sikert aratott két harsány vígjátékban, az 1979-es L’infermiera nella corsia dei militari (a német Karin Schuberttel együtt) és az 1980-as La dottoressa ci sta col colonnello, két egymáshoz fűzött történettel, amelyek középpontjában a katonák közé keveredett vonzó ápolónővér, Grazia Mancini, illetve az ezredes fejét elcsavaró csinos doktornő, Eva Russel kalandjait mutatja be, természetesen mindkét főszerepben Nadiával, aki a kor közismert komikus színészével, az ezredest alakító Lino Banfival alkotott igen ellentétes külsejű, de fergeteges hatású párost. A televízióban is megjelent, Lando Buzzanca társaságában, szerepe szerint mindössze egy alig látható tangabugyiban, amiből illendő módon nagy botrány kerekedett.
Alig van olyan filmje, amelyben ne mutatkozott volna teljesen meztelenül. Legnevezetesebb filmje, az Il dio serpente talán éppen emiatt emlékezetesebb, mint más, egyébként színvonalasabb alkotások.
Nadia hírhedt volt lobbanékony természetéről. Rövid ideig szerepelt televíziós műsorvezetőként is (pl. 1983-ban a Canale 5 tévécsatorna Premiatissima című beszélgető műsorában Amanda Learrel együtt, de az élő műsorban kitűnt, hogy Nadia rosszul fejezi ki magát olasz nyelven (játékfilmjeit szinte mindig „szinkronizálták” olaszról olaszra, de erre itt nem volt mód). Karrierjének ezt az irányát feladta.
Énekesnőként is aratott némi sikert. Zenés klipjeinek hatását is növelni tudta testének látványával. A kortárs celebekhez hasonlóan ő is kiadott több CD-t, melyek kis példányszámuk miatt keresettek a gyűjtők körében.

### Visszavonulása a filmezéstől
Az 1980-as elején Nadia Cassini gyakorlatilag eltűnt a filmvászonról. Szállongó pletykák szerint egy balsikerű plasztikai műtét miatt, amely csúf nyomokat hagyott az arcán, amelyek csak hosszabb idő után, újabb helyreállító műtéttel sikerült láthatatlanná tenni. Mivel színésznői játékának alapját szinte mindig csak szép testének minden oldalról való bemutatása volt, ezen incidens után már alig szerepelt. 2008. július 23-án a Rai 2 tévécsatorna Ricominciare („Újrakezdés”) c. műsorában még egyszer megmutatta közönségének azt, amit oly sokáig nem láthattak. Ekkor azonban már 59 éves volt, így sikere mérsékelt maradt.
Az olasz filmiparból való visszavonulása után előbb a francia televízióban próbálkozott, aztán családi okokra hivatkozva visszatért az Egyesült Államokba.

## Testi jellemzői
Magassága 172 cm (5 láb, 8 hüvelyk), súlya 50 kg (110 font), testméretei 86C-61-86 (34C-24-34).

## Filmjei
- 1970: Il dio serpente (Paola)
- 1970: Il divorzio, (rendező Romolo Guerrieri)
- 1971: Mazzabubù… Quante corna stanno quaggiù? (a szurkoló felesége)
- 1971: Quando gli uomini armarono la clava e… con le donne fecero din don (Listra)
- 1972: Máltát látni és meghalni, rend. Mike Hodges
- 1976: Ecco lingua d’argento (Emmanuelle)
- 1977: Spogliamoci così, senza pudor (Françoise)
- 1977: Il superspia, sorozat,
- 1978: Én is, te is, tigris / Io tigro, tu tigri, egli tigra, (Carla)
- 1978: Starcrash / Scontri stellari oltre la terza dimensione (Corelia, az amazonok királynője)
- 1979: L’insegnante balla… con tutta la classe, (Claudia Gambetti professzornő), Lino Banfi partnereként
- 1979: L’infermiera nella corsia dei militari, (Grazia Mancini), Lino Banfi partnereként
- 1980: La dottoressa ci sta col colonnello, (Eva Russell doktornő), Lino Banfi partnereként
- 1981: L’assistente sociale tutto pepe e tutta sale (Nadia)
- 1981: L’amante tutta da scoprire (Erika)
- 1981: I Miracoloni (Giovanna D’Arco)
- 1982: Giovani, belle… probabilmente ricche / Amiche mie, televíziós sorozat, (Rita)
- 1982: Ridiamoci sopra,
- 1983: Io zombo, tu zombi, lei zomba
- 1983: Les beaux quartiers, francia tv-sorozat, (Carlotta)